# Communauté de communes du Pays Quercitain
La Communauté de communes du Pays Quercitain  est une ancienne communauté de communes française, située dans le département du Nord et la région Nord-Pas-de-Calais, arrondissement d'Avesnes-sur-Helpe.

## Composition
La Communauté de communes du Pays Quercitain regroupe 17 communes :
- Beaudignies
- Englefontaine
- Ghissignies
- Hecq
- Jenlain
- Jolimetz
- Louvignies-Quesnoy
- Maresches
- Neuville-en-Avesnois
- Poix-du-Nord
- Potelle
- Le Quesnoy
- Raucourt-au-Bois
- Ruesnes
- Salesches
- Vendegies-au-Bois
- Wargnies-le-Grand

## Histoire
Le 1er septembre 2006, la Communauté de communes du Pays Quercitain a fusionné avec la Communauté de communes des Vallées de l'Aunelle et de la Rhônelle pour devenir la Communauté de communes du Quercitain.